# 海州尹氏
海州尹氏（ヘジュユンし、朝鮮語: 해주윤씨）は、朝鮮の氏族の一つ。本貫は黄海道海州市である。2015年の調査では、520人である。
始祖は、中国・明で府尹を務めた尹信の息子の尹重富である。尹重富は明の宦官であった尹鳳の弟であり、尹鳳の付き人として李氏朝鮮へ派遣され、世宗から同知摠制、中樞院副使、同知中樞院事、全羅道兵馬節制使、知中樞院事の官職を下賜された。